# 茨城交通浜田営業所
茨城交通浜田営業所（いばらきこうつうはまだえいぎょうしょ）は、茨城県水戸市東桜川に位置する茨城交通の営業所。

## 沿革
- 2022年（令和4年）9月1日 - 常磐の杜線の常磐の杜北までの延伸に伴う5系統新設[1]

## 現行路線

### 一般路線
- 2：渡里ゴルフセンター - 茨大前 - 栄町 - 大工町 - 水戸駅 ‐ 三高下 - 本町 - 浜田営業所 - 若宮団地
- 3：浜田営業所 - 若宮団地 - 城東 - 日赤病院 - 水戸駅 - 大工町 - 桜山 - 大内田 - 桜川西団地 - 桜川車庫
- 10：水戸駅 - 大工町 - 青少年会館 - 偕楽園･常磐神社前 - 神崎寺前 - 水戸駅
- 12：水戸駅 - 大工町 - 栄町 - 茨大前営業所
- 23：水戸駅 - 大工町 - 自由ヶ丘 - 常磐大学前 - 御殿山団地 - 赤塚駅南口 - 河和田団地車庫
- 23：水戸駅 - 大工町 - 自由ヶ丘 - 常磐大学前 - 御殿山団地 - 赤塚駅南口
- 25：水戸駅 - 大工町 - 栄町 - 袴塚二丁目 - 木の倉 - 水農前
- 26：水戸駅 - 大工町 - 栄町 - 袴塚二丁目 - 木の倉 - 水農前 - 茨城女子短大 - 那珂高校前 - 後台駅入口 - 後台田向 - 青柳町 - 水戸気象台下 - 水戸駅
- 30：浜田営業所 - 若宮団地 - 城東 - 日赤病院 - 水戸駅 - 大工町 - 桜山 - 見川 - 清水 - 市民球場 - 桜ノ牧高校
- 30：水戸駅 - 大工町 - 桜山 - 見川 - 清水 - 市民球場 - 桜ノ牧高校
- 30：水戸駅 - 大工町 - 桜山 - 見川 - 清水 - 市民球場
- 30：浜田営業所 - 若宮団地 - 城東 - 日赤病院 - 水戸駅 - 大工町 - 桜山 - 滝下橋  - 市民球場 - 桜ノ牧高校 - 智学館
- 30：水戸駅 - 大工町 - 桜山 - 滝下橋  - 市民球場 - 桜ノ牧高校
- 37：水戸駅 - 大工町 - 桜山 - 見川 - 清水 - 市民球場 - 桜ノ牧高校 - 水戸医療センター
- 38：水戸駅 - 大工町 - 市立競技場
- 40：水戸駅 - 大工町 - 栄町 - 茨大前 - 台渡里 - 飯富局前 - 那珂西 - 石塚車庫
- 40：水戸駅 - 大工町 - 栄町 - 茨大前 - 台渡里 - 飯富局前 - 那珂西 - 石塚車庫 - 常北高校入口

- 45：水戸駅 - 大工町 - 栄町 - 茨大前 - 台渡里 - 飯富局前 - 那珂西- 石塚車庫 - 阿波山十文字 - 野口車庫 - 長倉宿 - 御前山車庫 - モビリティリゾートもてぎ
  - モビリティリゾートもてぎ発着は土休日の1往復のみの運行だが、MotoGPやSUPER GTといった大レース開催時は臨時便が運行される。
- 45：浜田営業所 - 本町 - 三高下 - 水戸駅 - 大工町 - 栄町 - 茨大前 - 台渡里 - 飯富局前 - 那珂西- 石塚車庫 - 阿波山十文字 - 野口車庫 - 長倉宿 - 御前山車庫
- 45 ：浜田営業所 - 本町 - 三高下 - 水戸駅 - 大工町 - 栄町 - 茨大前 - 台渡里 - 飯富局前 - 那珂西- 石塚車庫 - 阿波山十文字 - 野口車庫
  - この路線は、元々旧国鉄宇都宮自動車営業所→水戸自動車営業所が担当していた茂木線→水都東線の後継である。

- 47：若宮団地 - 浜田営業所 - 本町 - 柳町 - 三高下 - 水戸駅 - 大工町 - 栄町 - 茨大前 - 台渡里 - 飯富局前 - 水戸ニュータウン
- 52：茨大前営業所 - 栄町 - 大工町 - 水戸駅北口 - 三高下 - 本町 - 浜田幼稚園前 - 東前団地中央 - 大串公園
- 53：茨大前営業所 - 栄町 - 大工町 - 水戸駅 - 三高下 - 本町 - 酒門 - 元石川団地 - 常磐の杜
- 53：茨大前営業所 - 栄町 - 水戸駅 - 酒門 - 元石川団地 - 常磐の杜北[1]
- 55：水戸駅 - 六反田 - 元石川団地 - 常磐の杜北[1]
- 55：水戸駅 - 六反田 - 水戸中央病院 - 元石川団地 - 常磐の杜北[1]
- 55：水戸駅 - 六反田 - 水戸中央病院 - 元石川団地 - 石川会館 - 常磐の杜北[1]
- 石川会館 - 常磐の杜北[1]
- 55：水戸駅 - 三高下 - 本町 - 水戸中央病院 - 百合が丘団地 - 元石川団地 - 常磐の杜
- 55：水戸駅 - 三高下 - 本町 - 水戸中央病院 - 百合が丘団地 - 元石川団地 - 石川会館 - 常磐の杜
- 55：水戸駅 - 三高下 - 本町 - 水戸中央病院
- 市内循環外回り：水戸駅 - 大工町 - 栄町二丁目 - 大成女子校前 - 水戸二高前 - 水戸駅
- 市内循環内回り：水戸駅 - 水戸二高前 - 大成女子校前 - 栄町二丁目 - 大工町 - 水戸駅
- 若宮団地 - 浜田営業所 - 本町 - 柳町中央 - 三高下 - 水戸駅
- 浜田営業所 - 本町 - 柳町中央 - 三高下 - 水戸駅
- 浜田営業所 - 東台 - 柳町中央 - 三高下 - 水戸駅
- 浜田営業所 - 本町三丁目 - 竹隈町 - 水戸駅
- 浜田営業所 - 東台 - 竹隈町 - 日赤病院 - 水戸駅
- 水戸駅南口 - 柳町中央 - 本町 - 浜田営業所
- 水戸駅南口 - 水戸市役所 - 城南病院前 - 柳町中央 - 本町 - 浜田営業所
- 水戸駅 - 三高下 - 柳町中央 - 朝日町 - 蓮乗寺
- 水戸駅 - ハローワーク水戸 - 市毛十文字 - 東海工場 - 笠松運動公園

### 高速路線

#### 水戸 - 東京線（みと号）
- 赤塚ルート：水戸駅南口・水戸駅北口・赤塚駅 - 東京駅
- 茨大ルート：水戸駅南口・水戸駅北口・茨大前 - 東京駅
- 県庁ルート：水戸駅南口・茨城県庁舎前 - 東京駅
  - 茨大前営業所と共管、JRバス関東水戸・東京両支店、関東鉄道水戸営業所との共同運行[2]。

#### 北関東ライナー宇都宮線
- 水戸駅南口・水戸駅北口・茨城大学前・赤塚駅北口 - 上三川インターパーク・宇都宮大学前・東武宇都宮駅西口・宇都宮駅西口
  - 関東自動車（簗瀬営業所）との共同運行[3]。

## 車庫
石塚・野口・御前山へ向かう系統は終着地が遠方のため常駐車を擁する車庫がある。

### 野口車庫
常陸大宮市野口に位置する。2013年（平成25年）に茨大前営業所から移管された。

### 御前山車庫
常陸大宮市長倉に位置する。最寄りのバス停は、停留所名と異なり手前の柏崎バス停となる。